# Пиранги
Пиранги (лат. Piranga) — род птиц из семейства кардиналовых (Cardinalidae). Долгое время относили к семейству танагровых, но теперь считают членами семейства кардиналовых. Представители рода распространены в Северной, Центральной и Южной Америке.
В состав рода включают 11 видов:
| Изображение | Научное название       | Русское название        | Распространение |
| ----------- | ---------------------- | ----------------------- | --- |
|             | Piranga bidentata      | Огненная пиранга        | Мексика и через Центральную Америку до севера Панамы |
|             | Piranga erythrocephala |                         | Мексика |
|             | Piranga flava          | Красная пиранга         | От Гайаны до Аргентины |
|             | Piranga hepatica       |                         | От США до Никарагуа |
|             | Piranga leucoptera     | Белокрылая пиранга      | Белиз, Боливия, Бразилия, Венесуэла, Гайана, Гватемала, Гондурас, Колумбия, Коста-Рика, Мексика, Никарагуа, Панама, Перу, Сальвадор и Эквадор |
|             | Piranga ludoviciana    | Красноголовая пиранга   | Юго-восточная Аляска на юг до севера Нижней Калифорнии, Мексика; на востоке до западного Техаса и на север через центральную часть Нью-Мексико, центр Колорадо, крайний северо-запад Небраски и районы западной части Южной Дакоты до южных Северо-западных территорий, Канада |
|             | Piranga lutea          |                         | От Коста-Рики до Боливии |
|             | Piranga olivacea       | Красно-чёрная пиранга   | Восточная часть США. Мигрируют в Центральную Америку и северную части Южной Америки |
|             | Piranga roseogularis   | Розовогорлая пиранга    | Белиз, Гватемала и Мексика |
|             | Piranga rubra          | Алая пиранга            | Юг США, (на север до Айовы). На зимовку мигрируют в Мексику, Центральную Америку и север Южной Америки |
|             | Piranga rubriceps      | Пурпурноголовая пиранга | Колумбия, Эквадор и Перу |